# Wieras Nieśwież
Futbolny Kłub Wieras Nieśwież (biał. Футбольны Клуб «Верас» Нясвіж) – istniejący w latach 1995–2011 białoruski klub piłkarski z siedzibą w miejscowości Nieśwież w obwodzie mińskim.

## Historia
Klub został założony w 1995 roku i rozpoczął rywalizację na III poziomie rozgrywkowym. W sezonie 2004 Wieras zadebiutował w Pierszajej lidze, w której występował nieprzerwanie do momentu zakończenia działalności. Przed rozpoczęciem sezonu 2011 – gdy drużynę prowadził Uładzimir Kurnieu – z powodu braku sponsorów rozwiązano klub.

## Osiągnięcia
- 4. miejsce w Pierszajej lidze: 2009

## Znani piłkarze
- Dzmitryj Aharodnik
- Raman Harkusza(inne języki)
- Andrej Klimowicz(inne języki)
- Uładzimir Klimowicz
- Taras Szamszoryk